# Otsego (Nowy Jork)
Otsego – miasto w Stanach Zjednoczonych, w stanie Nowy Jork, w hrabstwie Otsego.